# Казацкие Болсуны
Казацкие Болсуны (бел. Казацкія Балсуны) — деревня в Великонемковском сельсовете Ветковского района Гомельской области Белоруссии.

## География

### Расположение
В 46 км на северо-восток от Ветки, 68 км от Гомеля, 1 км от государственной границы с Россией.

### Гидрография
Река Беседь, через деревню течёт её приток река Озерищенская.

## Транспортная сеть
На автодороге, которая связывает деревню с деревней Светиловичи. Планировка состоит из трёх длинных криволинейных улиц, перекрещенных 6 короткими прямолинейными улицами. Застройка преимущественно двусторонняя, деревянная, усадебного типа.

## История
Возникла около 1640 года в Стародубском повете Смоленского воеводства ВКЛ. Позже входила в состав Полковой сотни, потом — Новоместской сотни Стародубского полка. Казакам за несение службы Гетману давалась земля, что обусловило рост селения. С 1782 года деревня Болсуны вошла в состав Суражского уезда Черниговской губернии. С 1901 года — село с храмом. В 1918 — в составе УНР. В 1920-е годы входило в Клинцовский уезд Гомельской губернии РСФСР.
С 8 декабря 1926 года по 16 июля 1954 года — центр Казацко-Болсунского сельсовета Светиловичского, с 4 августа 1927 года Ветковского, с 12 февраля 1935 года Светиловичского районов Гомельского округа (до 26 июля 1930 года) Могилёвской области БССР, с 20 февраля 1938 года Гомельской области БССР.
По данным переписи 1926 года, в селе работали почтовый пункт и школа. В 1930 году создан колхоз «Красный пуциловец», работали 4 ветряные мельницы, кузница. Во время Великой Отечественной войны оккупанты создали в деревне свой опорный пункт, разгромленный в дальнейшем партизанами. Каратели 27 января 1943 года расстреляли семьи партизан Хомякова, Болсуна и Максименко (14 человек, преимущественно дети, похоронены в могиле жертв фашизма около школы). Освобождена 28 сентября 1943 года. На фронтах погибли 149 жителей. В 1959 году в составе совхоза «Немки» (центр — деревня Великие Немки). Размещены фельдшерско-акушерский пункт, клуб.

## Население

### Численность
- 2004 год — 130 хозяйств, 272 жителя.

### Динамика
- 1926 год — 389 дворов, 2045 жителей.
- 1940 год — 315 дворов.
- 1959 год — 1333 жителя (согласно переписи).
- 2004 год — 130 хозяйств, 272 жителя.

## Культура
- Дом культуры

### Традиции
- Обряд «Ваджэнне і пахаванне стралы»

## События и мероприятия
- Региональный обряд «Ваджэнне і пахаванне стралы» (29 мая 2025, Столбун, Яново, Неглюбка, Казацкие Болсуны).